# 中国人民解放军陆军合成第二旅
合成第二旅（英語：2nd Combined Arms Brigade），又称“王杰部队”，是中国人民解放军陆军第七十一集团军下辖的一个重型合成旅，驻地江苏省徐州市。

## 历史

### 组建
该旅前身可追溯至第三野战军特种兵纵队战车第一团，是中国共产党武装力量最早的装甲部队之一。1949年2月，成立第三野战军特种兵纵队战车大队。1949年10月8日，改为第三野战军战车师。1950年1月8日，改为第三野战军战车第二师。1950年11月3日，组建坦克第二师，坦克第二师成立时下辖：
- 坦克第三团（前战车第二师坦克第四团第一营）
- 坦克第四团（前战车第二师坦克第四团第三营）
- 摩托化步兵团（前九十师第二六八团）
- 摩托化炮兵团（前一〇二师第三〇六团）

1950年11至12月，该师获得了苏联两个自行火炮团的装备——60辆T-34-85中型坦克、12辆IS-2重型坦克、8辆SU-122自行火炮、4辆T-34底盘拖车和24门各式火炮。这些装备均来自于军购，苏联方面则是从近卫坦克第6集团军中将这些坦克给予中华人民共和国。

### 朝鲜战争

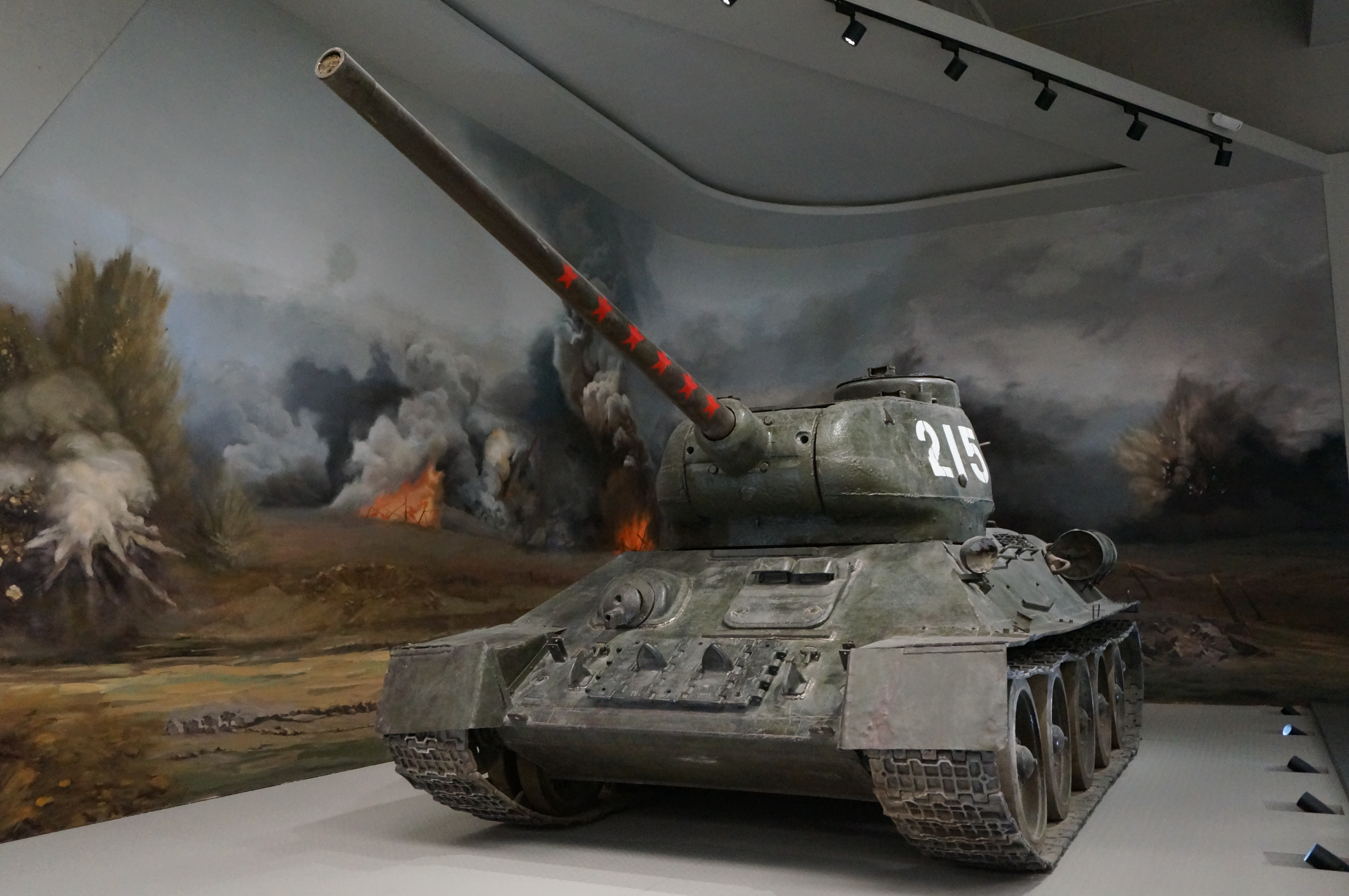
215号T-34/85中型坦克（“人民英雄坦克”）

1951年5月30日，坦克第二师入朝作战，编入中国人民志愿军。作战期间参加大小战斗267次，毁伤28辆联合国军坦克，24门火炮和101架飞机。其中，坦克第四团的215号坦克在1953年7月6日至8日击毁了4辆联合国军坦克，同时击伤了一辆M46巴顿坦克，战后被授予“人民英雄坦克”荣誉称号，是整个战争中中国装甲兵最亮眼的表现。
1951年7月8日，摩托化步兵团拆分组成第七、第八独立坦克团。

### 坦克第二师/装甲第二师

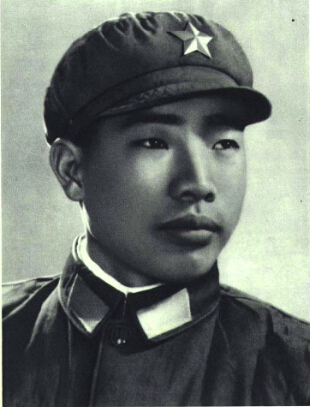
王杰画像 (Note: 该画像作于文化大革命时期，此时中国人民解放军已取消军衔制，故画像中王杰身着65式军服，但实际上王杰牺牲时并未取消军衔制，其本人生前为中士军衔（工程兵）。)

1954年末，坦克第二师分批次回国。1958年2月，坦克第二师变为独立坦克师，两个重型坦克连被调出，三个中型坦克连调入。摩托化步兵团改为机械化团，摩托化炮兵团改为炮兵团。
1963年，坦克第三团接收56辆59式坦克，是中国人民解放军陆军中首个装备59式坦克的部队。1967年，坦二师接收陆军第二〇三师下属坦克自行火炮第三三一团，最终全师下属团番号于1969年进行大调整，调整后下辖：
- 坦克第五团（前坦克第三团）
- 坦克第六团（前坦克第四团）
- 坦克第七团（前陆军第二〇三师下属坦克自行火炮第三三一团）
- 机械化团（前摩托化步兵团）
- 炮兵团（前摩托化炮兵团）

1965年7月，坦克第二师工兵营一连五班中士班长王杰被派到江苏邳县张楼公社帮助民兵训练。7月14日，在炸药包发生意外爆炸时，他为了掩护在场的12名民兵和人民武装干部的生命安全，用身体扑到炸药包上，英勇牺牲。工兵一连五班因此获得“王杰班”荣誉称号，全师也因此被称为王杰部队。
在整个1970年代，坦克第二师均为甲种坦克师（五团制满编坦克师，各团下辖80辆主战坦克）。1976年机械化团更名为装甲步兵团。1979年中越战争，坦克第二师共计110名干部与1579名战士被调往前线参战。
1983年1月1日，编入陆军第十二军。1998年10月，更名为第十二集团军装甲第二师，装甲步兵团拆分融入坦克团为装甲团。装甲第二师在2011年拆分前下辖：
- 装甲第五团
- 装甲第六团
- 装甲第七团
- 炮兵团

### 合成第二旅
2011年12月，装甲第二师拆分出第七团，成立机械化步兵第三十五旅，余部改编为装甲第二旅。2017年改为合成旅。

## 沿革
| 部隊番號         | 使用時期                   |
| ---------------- | -------------------------- |
| 第三野战军战车师 | 1949年10月8日-1950年1月8日 |
| 战车第二师       | 1950年1月8日-1950年11月3日 |
| 坦克第二师       | 1950年11月3日-1998年10月   |
| 装甲第二师       | 1998年10月-2011年12月      |
| 装甲第二旅       | 2011年12月-2017年2月       |
| 合成第二旅       | 2017年2月至今              |

## 荣誉
- 人民英雄坦克：第215号T-3485中型坦克，车长杨阿如